# Оскар (кінопремія)
«О́скар» — найпрестижніша нагорода в кінематографі США та щорічний приз із багатьма номінаціями. Вручається з 1929 року Американською академією кіномистецтва, створеною Луїсом Маєром з кіностудії Metro-Goldwyn-Mayer у 1927-му. Сам приз — позолочена статуетка, знана з 1939 року як «Оскар».

## Історія нагороди

### Заснування Академії
Ідея створення першої кіноакадемії США виникла у голови кінокомпанії Metro-Goldwyn-Mayer Луїса Барта Маєра в листопаді 1926 року. Основною метою заснування Академії було об'єднання в союз усієї кіноіндустрії Америки. Дев'ять ключових кінокомпаній країни і п'ять спілок підписали «Базову угоду кіностудій». Проте ця угода стосувалася лише технічних працівників, а креативні групи, режисери, сценаристи й актори все ще дотримувалися умов стандартних контрактів.
Незадовго до того, як монтажери, композитори, художники-постановники та інші працівники кіногалузі заснували власні спілки, Маєр вирішив вступити у справу й у грудні 1926 року зустрівся з трьома лідерами галузі: актором Конрадом Нейджелом (англ. Conrad Nagel), режисером Фредом Нібло і головою Асоціації кінопродюсерів США Фредом Бітсоном. Усі вони задумали заснувати організацію, яка виступала би посередником у різних трудових конфліктах і вдосконалила би образ Голлівуда у всьому світі шляхом допомоги Кодексу Хейса у контролі спірного контенту на кіноекрані.

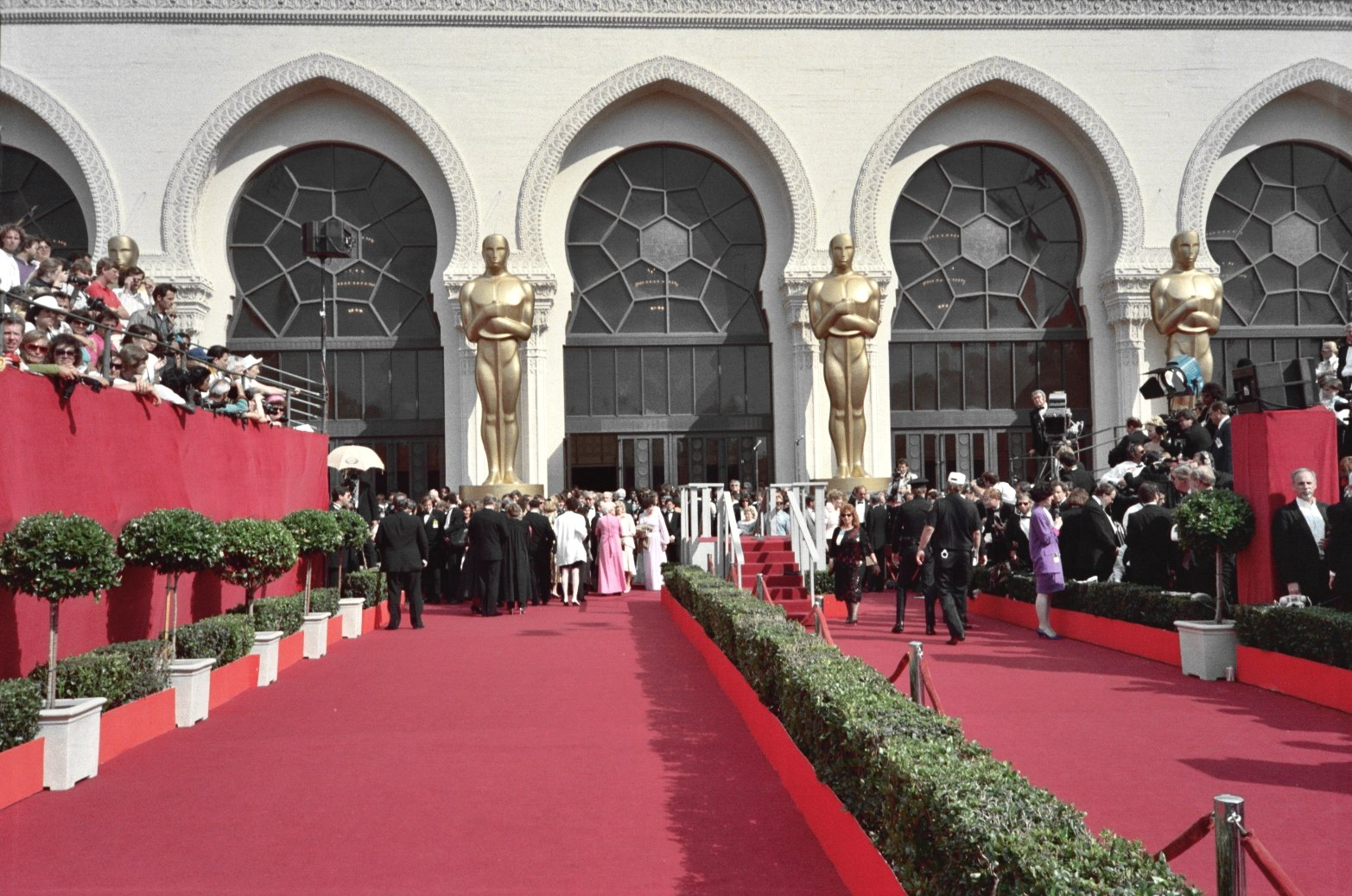
Червона доріжка церемонії «Оскар», 1988 рік

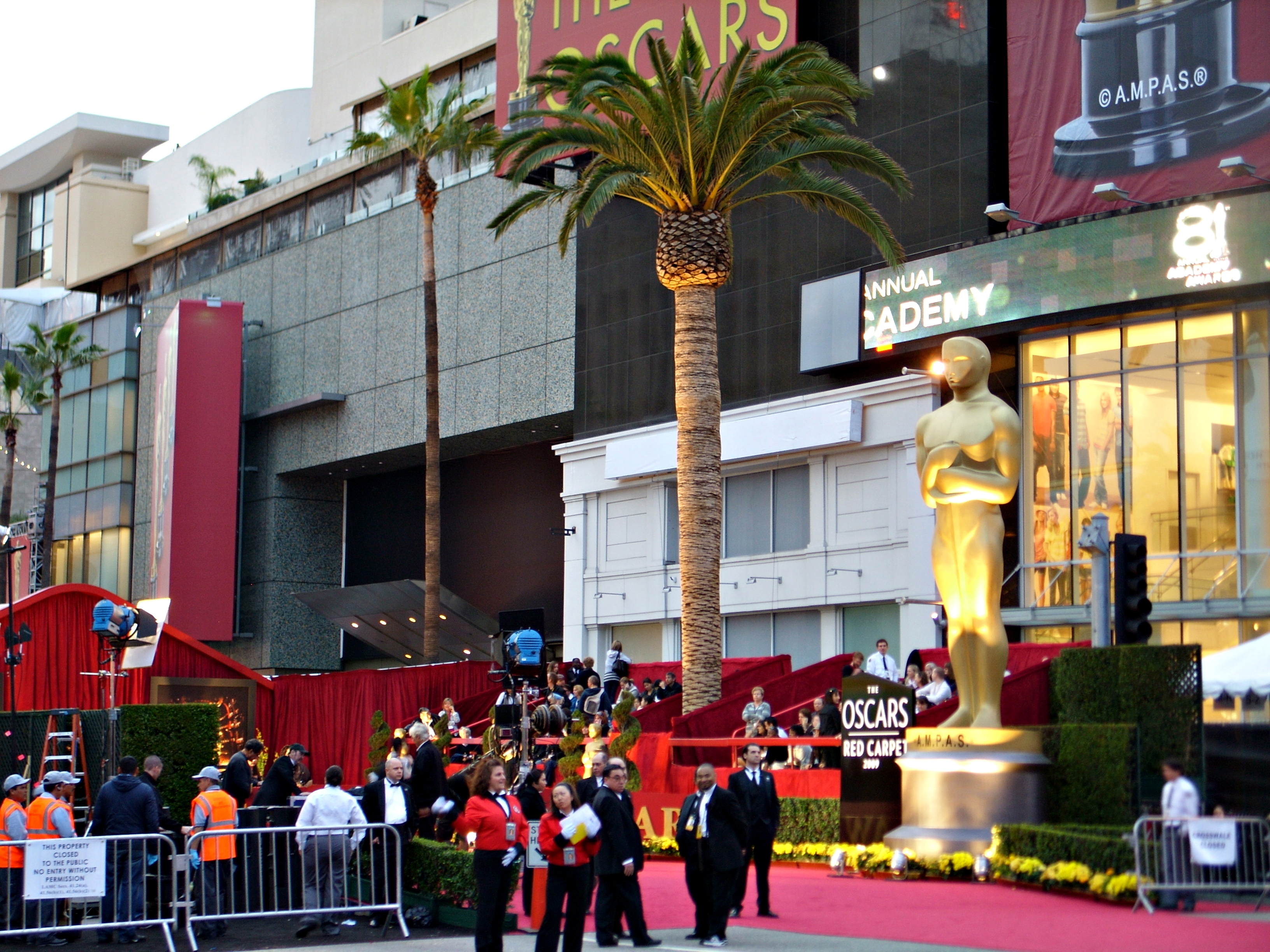
81-ша церемонія Оскар, 2009

За підтримки колег, Маєр призначив самого себе головою комітету з відбору членів майбутньої організації. 11 січня 1927 року він запросив 36 лідерів галузі на офіційне зібрання у готелі «Амбасадор» у Лос-Анджелесі. Маєр запропонував назвати Академію «Міжнародною», а до її складу стверджувати тільки тих, хто зробив видатний внесок у мистецтво і науку кіновиробництва. Однак його адвокати порадили прибрати з назви асоціації слово «Міжнародна». Незабаром Академія стала офіційно іменуватися «Академією кінематографічних мистецтв і наук».
4 травня 1927 року Академія стала легальною організацією. Сталося це, коли уряд штату Каліфорнія надав їй некомерційний статус. Тоді ж тридцять шість її членів обрали перших посадових осіб: актор Дуглас Фербенкс став президентом, а сценарист Френк Вудс — секретарем. За рахунок власної кіностудії Маєр скликав три сотні осіб на бенкет, організований у готелі «Білтмор». Там Фербенкс виголосив тривалу промову, під час якої наголосив, що кіноекран і всі глядачі перебувають під величезною і тривожною хмарою цензури і презирства.

### Історія вручення «Оскара»
Першу нагороду Академії вручено тоді, коли кінематограф тільки почав озвучуватись — 16 травня 1929 року. Церемонія нагородження відбулась у готелі Готель Голлівуд Рузвельт під час бенкету, де було 270 присутніх. Інтрига, яка супроводжує нині оголошення результатів, раніше була відсутня. Як правило, першими дізнавалися про результати журналісти, яким надавалися дані про переможців о 23:00 годині в ніч проти вручення нагороди. У 1940-х роках гості, котрі приїздили на церемонію, могли дізнатись імена переможців із газети «Лос-Анджелес Таймс», яка виходила о 8:45 ранку. 1941 року затверджено систему, за якою імена переможців розміщувались у конвертах, а конверти розкривалися безпосередньо на церемонії.
Лише перша церемонія нагородження уникла медіависвітлення. Починаючи з наступної, другої, нагородження «Оскаром» завжди висвітлюється мас-медіа.
З 1942 року традиція вручати нагороди під час бенкету була припинена — зросла кількість охочих бути присутніми на церемонії, та й воєнний час зробив це непрактичним. Тому надалі церемонію проводять у театрах або концертних залах.
1966 року церемонія нагородження «Оскаром» уперше була знята на кольорову плівку. З 1971 до 1975 року телекомпанія NBC-TV постійно висвітлює подію. Наступною з 1976 року стала компанія АВС і має контракт на висвітлення до 2030 року.
Найперша статуетка дісталася Емілю Яннінгсу, який був визнаний найкращим актором за ролі у фільмах «Останній наказ» та «Шлях усякої плоті» (1927). 1929 року було видано 15 статуеток, і всі, крім однієї, дісталися чоловікам. Наступного року кількість статуеток була зменшена до 7-ми: 2 за акторську гру, і по одній за найкращий фільм, режисуру, сценарій, операторську роботу та художнє оформлення.

## Статуетка
Художній директор компанії MGM Седрік Гіббонс та скульптор Джордж Стенлі створили, як нагороду, скульптуру у вигляді лицаря з мечем, який стоїть на кінобобіні з 5-ма спицями, що символізують 5 кінопрофесій — актори, сценаристи, режисери, продюсери та техніки. Фредерік Хоуп створив п'єдестал до фігури. Так з'явилася «Нагорода академії за заслуги» (англ. Academy Award of Merit), відоміша як «Оскар».
Висота фігурки становить 13,5 дюйми (~34 см), вага — 8,5 фунтів (~3,86 кг). Спочатку вона була бронзовою, а нині під позолотою використовують спеціальний сплав — «британіум».
З 1945 року п'єдестал статуетки — металевий, а до того часу його виготовляли з чорного бельгійського мармуру і він був дещо нижчий.
З 1949 року всі статуетки почали нумерувати, починаючи з номера 501.

## Номінації

### Історія
У перший рік існування премії керівництво Академії повідомило всім членам, що проголосувати вони повинні до 15 серпня 1928 року. П'ятьом колегіям суддів, по одній із кожного відділу Академії, було доручено розглянути всі номінації. Десять номінантів, які отримали найбільшу кількість голосів, були спеціально відібрані, а в короткий список номінантів потрапило лише троє. Потім центральна рада суддів визначила переможців, чиї імена були названі в терміновому порядку. На відміну від сьогоднішніх церемоній, тоді лауреати премій оголошувалися набагато раніше, ніж проходило вручення призів.
Перемога Мері Пікфорд у номінації «Найкраща жіноча роль» за фільм «Кокетка», який бачили тоді лише кілька осіб, стала абсолютним розчаруванням у суспільстві й створила великий шум серед кінокритиків. Пікфорд перемогла, як тоді говорили, тільки через те, що володіла на той момент статусом зірки німого кіно. Інші номінанти, Рут Чаттертон (фільм «Мадам Ікс») і Джинн Іглс (фільм «Лист»), здавалися більш гідними цієї статуетки.
Результатом цього скандалу стала реформа номінацій «Оскара», яка призвела до повної заміни процесу голосування. Тепер у короткий список номінантів відбирали представники всіх відділів Академії, а за переможця голосував увесь її членський склад. Проте і ця процедура зазнала критики, коли 1935 року акторка Бетті Девіс не була номінована за її акторський прорив у фільмі «Тягар пристрастей людських». Критики були в повному захваті від її перевтілення, статтю в журналі Life навіть підсумували словами «Девіс виконала найкраще перевтілення з тих, що коли-небудь втілювалися на кіноекрані американською акторкою». Похмурі фарби, в яких була поставлена стрічка, вплинули на касові збори. У підсумку майже ніхто з членів Академії не дивився картину. Журнал The Hollywood Reporter був настільки приголомшений такою зухвалістю, що просто не дав скандалу з Девіс піти в бік без бою. Академію закидали листами від голлівудських знаменитостей із вимогою дати акторці справедливий шанс. Навіть Норма Ширер, котра номінувалася того року за фільм «Барретт з Уімпол-стріт», підтримала Девіс у важку годину.
Через кілька днів після того, як були оголошені номінанти, президент Академії Говард Естабрук зробив таку заяву: «…комітет ухвалив рішення змінити правила голосування, щоб дати людині необмежену можливість зробити свій особистий вибір». У лютому 1935 року членам Академії шляхом вписування додаткового кандидата було офіційно дозволено вибирати того, хто найбільше припав їм до душі. Відразу після повідомлення про те, що Бетті Девіс таки увійшла в короткий список номінантів і змогла відвідати церемонію вручення, решта номінанток за найкращу жіночу роль, включаючи переможницю Клодетт Колбер, відмовилися прийти на захід.
У 2010 році Ніколаса Шарт'є, одного з продюсерів фільму «Володар бурі», не допустили на церемонію вручення нагород, бо він розіслав виборцям електронний лист, де просив оцінити його фільм «вище, ніж фільм за $500 мільйонів» (йшлося про «Аватар», який теж претендував на звання найкращого фільму року). «Володар бурі» переміг, і Шарт'є отримав позолочену статуетку через місяць після церемонії.
За офіційними правилами Академії, переглянутими у 2011 році, будь-яке пряме лобіювання телефоном чи електронною поштою заборонене. Після оголошення номінантів студії не мають права проводити кінопокази з безкоштовним частуванням чи випивкою — це було улюбленою тактикою у минулому. Організатори особливо стежать за відгуками, «що виставляють фільми конкурентів у поганому світлі», як у критичних виданнях, так і у соцмережах.
У 2011 році акторка Мелісса Лео, відчувши брак уваги з боку відомих видань, сама оплатила рекламу на підтримку своєї акторської роботи у фільмі «Боєць». Того року вона здобула нагороду за найкращу жіночу роль другого плану.

### Основні номінації
Потреба у спеціальних нагородах, окрім звичайних, була очевидною з самого початку. Двома з них у 1928—1929 роках були нагороджені кінокомпанія Warner Brothers за перший звуковий фільм «Співак джазу» (англ. The Jazz Singer) та Чарлі Чаплін за створення фільму «Цирк». 1934 року були додані три нові категорії нагород: «За монтаж», «За музичне оформлення» та «За найкращу пісню до фільму». У цьому ж році була здійснена спроба внести нове ім'я кандидата на нагороду під час фінального голосування. Нині така кампанія заборонена. За таємність результатів та підрахунки з 1935 року Академія доручила відповідати компанії Price Waterhouse, яка тепер називається Price Waterhouse Coopers.
1936 року вперше «Оскара» вручили у категоріях «Актор другого плану» та «Акторка другого плану». Категорія «За спецефекти» додалася 1939 року, її виграла компанія «20th Century Fox» (англ. 20th Century-Fox) за фільм «Прийшли дощі» (англ. The Rains Came). 1941 року вперше з'являється категорія «Документальне кіно». У 1947-му до участі в конкурсі були допущені іноземні картини. Того року нагороду дістала картина італійською мовою «Чистильники взуття» (італ. Sciuscià). 1948 року була додана нагорода в номінації «За костюми». 1963 року нагорода «за спецефекти» була розбита надвоє: «Спеціальні звукові ефекти» та «Спеціальні візуальні ефекти». У 1981-му з'являється нагорода за вклад у розвиток кінотехнологій (нагорода Ґордона Соєра) та «Найкращий грим». 2001 року додалася категорія «Повнометражна анімація».
7 серпня 2018 року Академія кіномистецтва схвалила правила вручення премії в категорії «Найпопулярніший фільм року» (англ. Popular Film), яка мала вручатися, починаючи з 91-ї церемонії вручення «Оскара» у 2019 році. Проте, згодом кіноакадемія заявила, що категорія «популярного фільму» потребує подальшого вивчення і тому її не буде на наступній 91-ій церемонії нагородження премією «Оскара», зазначивши, що «залишаючись прихильниками великої кількості фільмів, впровадження будь-якої нової нагороди за дев'ять місяців до початку церемонії створює виклики для вже випущених фільмів».
Нині премія «Оскар» вручається за 24 основними номінаціями:
| Номінація                                       | Англійська назва                  | З якого року існує |
| Найкращий фільм року                            | Best Picture                      | 1929               |
| Найкраща режисура                               | Best Director                     | 1929               |
| Найкраща чоловіча роль                          | Best Actor in a Leading Role      | 1929               |
| Найкраща чоловіча роль другого плану            | Best Actor in a Supporting Role   | 1936               |
| Найкраща жіноча роль                            | Best Actress in a Leading Role    | 1929               |
| Найкраща жіноча роль другого плану              | Best Actress in a Supporting Role | 1936               |
| Найкращий оригінальний сценарій                 | Best Original Screenplay          | 1940               |
| Найкращий сценарій-адаптація                    | Best Adapted Screenplay           | 1929               |
| Найкращий анімаційний повнометражний фільм      | Best Animated Feature             | 2001               |
| Найкраща музика                                 | Best Original Score               | 1934               |
| Найкраща пісня                                  | Best Original Song                | 1934               |
| Найкращий міжнародний художній фільм            | Best International Feature Film   | 1947               |
| Найкраща робота художника-постановника          | Best Art Direction                | 1929               |
| Найкраща операторська робота                    | Best Cinematography               | 1929               |
| Найкращий звук                                  | Best Sound Mixing                 | 1930               |
| Найкращий анімаційний короткометражний фільм    | Best Animated Short Film          | 1931               |
| Найкращий художній короткометражний фільм       | Best Live Action Short Film       | 1932               |
| Найкращий монтаж                                | Best Film Editing                 | 1935               |
| Найкращі візуальні ефекти                       | Best Visual Effects               | 1939               |
| Найкращий документальний повнометражний фільм   | Best Documentary Feature          | 1943               |
| Найкращий документальний короткометражний фільм | Best Documentary Short Subject    | 1943               |
| Найкращий дизайн костюмів                       | Best Costume Design               | 1948               |
| Найкращий звуковий монтаж                       | Best Sound Editing                | 1963               |
| Найкращий грим та зачіски                       | Best Makeup and Hairstyling       | 1981               |
| Найкращий кастинг                               | Best Casting                      | 2025               |

### Спеціальні номінації
Крім основних номінацій, «Оскари» вручаються також і в спеціальних номінаціях. Їхні володарі визначаються спеціально створеним комітетом Академії і вручаються поза основною церемонією. Нині таких номінацій 5:
- Меморіальна Нагорода імені Ірвінга Тальберга, що вручається з 1938 р. за видатний продюсерський внесок у розвиток кіновиробництва;
- Гуманітарна Нагорода імені Джина Гершолта, що вручається з 1956 р. персоні, що так чи інакше пов'язана з кінематографом, за видатні гуманістичні досягнення;
- Почесний «Оскар», який вручається з 1929 р. за видатний внесок у розвиток кіномистецтва та за заслуги перед Академією;
- «Оскар» за наукові й технічні досягнення та за художні фільми, присуджують з 1931 р. фільмам, які зняли студенти кіновузів США;
- Нагороду імені Ґордона Соєра присуджують з 1981 р. інженерам-винахідникам, які за допомогою різних технологічних розробок у галузі розвитку й удосконалення кінотехніки зробили свій внесок у зміцнення авторитету світового кінематографа.

### Застарілі номінації
У перші роки існування Оскара режисери номінувалися за двома категоріями — найкращий режисер драми і найкращий режисер комедії. Аналогічно, на «легку» та «серйозну» поділялась і робота композиторів. З 1930-х по 1960-ті роки премії за найкращий фільм, а також найкращу роботу художника і дизайнера по костюмах окремо вручалися за чорно-біле і кольорове кіно. Також у різні роки існували і номінації, які нині не вручаються:
- Найкращий помічник режисера — з 1933 по 1937 рік;
- Найкраща хореографія — з 1935 по 1937 рік;
- Найкращі технічні ефекти — 1929 рік;
- Найкраща музика — адаптація або аранжування;
- Найкращий кольоровий короткометражний фільм — з 1936 по 1937 рік;
- Найкращий короткометражний фільм, знятий наживо на 2 бобіни — з 1936 по 1956 рік;
- Найкращий новаторський короткометражний фільм — з 1932 по 1935 рік;
- Найкраще літературне першоджерело — з 1929 по 1956 рік;
- Найкращі титри — 1929 рік;
- Найкраща унікальна та художня якість виконання — 1929 рік;
- Молодіжна нагорода Академії — з 1934 по 1960 рік;
- Найкращий документальний фільм — 1942 рік.

## Правила

### Голосування
Американська кіноакадемія складається, за даними на початок 2007 року, з 5829 членів із правом голосу, розділених за 15 різними гільдіями. Найчисленнішою гільдією є акторська (1311 учасників, які голосують, — 22 % від загальної кількості). Кожна гільдія голосує за своєю категорією (актори вибирають найкращу акторку, найкращого актора, найкращу акторку другого плану, найкращого актора другого плану і т. д.). Спеціальні групи голосування поза Кіноакадемією створюються для вибору номінантів і переможців у категоріях «найкращий документальний фільм», «найкращий фільм іноземною мовою», «найкращий грим», «найкращі короткометражні фільми», «найкращий монтаж звуку» і «найкращі спеціальні ефекти».
Усі члени Кіноакадемії голосують тільки по одній категорії — «найкраща картина».

### Номінування
Офіційна назва Премія академії за заслуги (англ. Academy Awards of merit). Премія відзначає видатні заслуги і внесок у мистецтво за створення фільмів, які перебували в кінопрокаті календарного року вручення премії, відповідно до правил у зазначених номінаціях. Згідно з правилами, премію можуть отримати фільми:
- Що знаходилися в кінопрокаті на території округу Лос-Анджелес не менш як сім днів поспіль на календарний рік вручення премії. Наприклад, 80-та церемонія вручення премії проводилася 2008 року і номінантами премії могли стати картини, що були у прокаті з 1 січня по 31 грудня 2007 року.
- Номінантами можуть стати картини тривалістю не менш як 40 хвилин (крім короткометражних картин), зняті в наступних форматах:
  - На 35 мм або 70 мм плівку;
  - 24/48 кадрів у секунду з прогресивною розгорткою з роздільною здатністю не менш як 1280x720.

## Рекорди
Рекорд за кількістю номінацій належить компанії Волта Діснея (англ. Walt Disney) — 64[джерело?] рази, ця компанія є й лідером за кількістю отриманих нагород — 26[джерело?] «Оскарів». З акторів рекордсменами є Кетрін Гепберн (англ. Katharine Hepburn) та Меріл Стріп (англ. Meryl Streep) – у кожної по 12 номінацій. Кетрін Гепберн має рекордну кількість нагород — вона визнавалася найкращою акторкою 4 рази. Режисер Альфред Гічкок (англ. Alfred Hitchcock) номінувався 5 разів у категорії «Найкращий режисер», але не отримав жодної. Лідерами серед зарубіжних країн є Франція (32 фільми номіновані) та Італія (10 «Оскарів»). Наймолодшою володаркою «Оскара» стала Тетум О'Ніл (англ. Tatum O'Neal) у віці 10 років та 148 днів, яка отримала приз як «Найкраща акторка другого плану» у фільмі «Паперовий місяць» (англ. Paper Moon).

## Скасування «Оскара»
В історії церемоній нагородження Академією кіномистецтва США було лише 4 випадки, коли розклад церемоній був порушений. Перший — 1938 року внаслідок сильної поводі, тоді церемонію було відкладено на 1 тиждень. 1968 року захід було відкладено з 8-го на 10 квітня через похорон Мартіна Лютера Кінга, якого було вбито напередодні, і церемонію поховання було призначено на 8 квітня. 1981 року церемонію було відкладено на 24 години через спробу вбивства тодішнього президента США Рональда Рейгана. 2018 року церемонію було перенесено з лютого на березень місяць у зв'язку із Зимовими олімпійськими іграми 2018.

## Відвідування церемонії вручення «Оскара»
Відвідати церемонію нагородження можливо тільки маючи персональне запрошення, квитків на цю подію придбати неможливо, оскільки їх не випускають у продаж для публіки.

## Скандал
13 березня 2023 року нагороду отримав російський опозиціонер Олексій Навальний за фільм під назвою "Navalny", сам Олексій на кінопремії не був присутній. Замість нього була присутня його дружина з дітьми Юлія Навальна. Вона казала, що Росія має бути вільна, але так і не згадала повномасштабного вторгнення в Україну, який чинить її народ, російських окупантів, які руйнують будинки, вбивають та ґвалтують жінок та дітей. До того ж у мережі почав ширитися фрагмент з інтерв'ю Навального, яке було записано за декілька років до його ув'язнення, в якому він казав: "Крим це що, бутерброд, щоб його туди й назад повертати?"  Фільм, який був знятий на основі реальних подій, в Україні не отримав нагороду. З іншого боку, було відмовлено президенту Володимиру Зеленському в його зверненні до американського суспільства начебто через те, що "Оскар не причетний до політики".